# A Magyar Kultúra Lovagjai 2014
A Magyar Kultúra Lovagja 2014. évi kitüntetettjei

## A Magyar Kultúra Lovagja
556.	 Bíróné Gulyás Katalin (Budapest) konzul, „A magyar kultúra külföldi népszerűsítéséért”
557.	Bók Mihály (Telki) nyá. tisztviselő, „A közművelődés és a települések kapcsolatának fejlesztéséért”
558.	Boráros Imre (Révkomárom, Szlovákia) színművész, „A magyar kultúra határon túli ápolása érdekében kifejtett életművéért”
559.	 Cserna Csaba (Frankfurt, Németország) villamosmérnök, „A magyar kultúra külföldi népszerűsítéséért”
560.	 Dr. Deák Ernő (Bécs, Ausztria) történész, „A magyar kultúra és a nemzetközi kapcsolatok fejlesztése érdekében végzett életművéért”
561.	 Gáti Mariann (Fadd) pedagógus-képzőművész, „Képzőművészeti  életművéért”
562.	 Kovács Sándorné (Bogács) mezőgazdasági munkás, „A kulturális örökség ápolása érdekében kifejtett életművéért”
563.	 Ludvig Zoltán (Nagykanizsa) reklámgrafikus, festőművész, „A kortárs magyar képzőművészetért, és nemzetközi kapcsolatainak fejlesztéséért”
564.	 Lőrinc Celesztin (Csíkfalu, RO) rokkantnyugdíjas, rádió főszerkesztő, „A magyar kultúra külföldi ápolásáért”
565.	 Pákh Imre (Munkács, Ukrajna) közgazdász, „A magyar kultúra határon túli ápolása érdekében kifejtett életművéért”
566.	 Stiber Lajos (Észak-Komárom, Szlovákia) karnagy, „A határon túli magyar zenekultúra fejlesztéséért”

## Posztumusz A Magyar Kultúra Lovagja
567.	 Bálint Sándor (Szeged) néprajzkutató, „A magyar kulturális örökség ápolása érdekében kifejtett életművéért”.
568.	 Szombati-Szabó István (Lugos, Románia) lelkipásztor, költő és műfordító, „Irodalmi életművéért”

## Az Egyetemes Kultúra Lovagja
569.	 Dr. Ábel András (Chatswood, Ausztrália) mérnök, egyetemi tanár, „A magyar kultúra külföldi ápolásáért”
570.	 Sass Sylvia (Budapest) énekművész, „A magyar kultúra külföldi népszerűsítése érdekében végzett életművéért”
A Falvak Kultúrájáért Alapítvány 4/2013. számú határozatával a Magyar Kultúra Lovagja címet adományozta: Regéczy-Béres Melinda a Magyar Kultúra Apródja, és Takó Gábor a Magyar Kultúra Apródja részére.